# Sargentodoxa cuneata
Sargentodoxa cuneata là một loài thực vật có hoa trong họ Lardizabalaceae. Loài này được (Oliv.) Rehder & E.H. Wilson miêu tả khoa học đầu tiên năm 1913.